# 陈文安 (印度尼西亚)

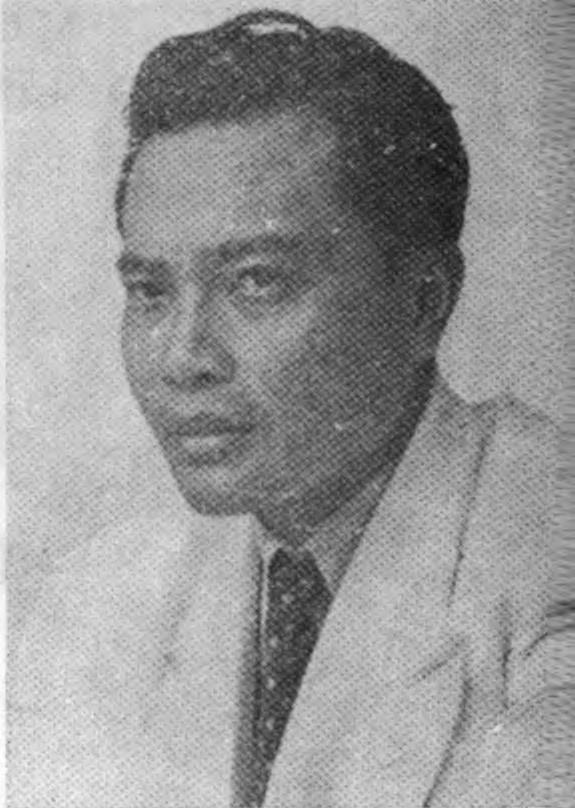
陈文安

阿迪尔·伊曼托（1918年8月14日—？），本名陈文安（Tan Boen Aan），印度尼西亚华裔政治家。 从日据时期到印度尼西亚独立期间，他担任公共工程局（布蘭塔斯河灌溉）工程师。他加入了印度尼西亚社会党。在印度尼西亞聯邦共和國时期，他担任东爪哇省的人民代表会议代表。在1950年至1959年的议会民主时期，他是立法机关的八名土生华人议员之一， 其他人分别是陈宝源、蔡锡辉、钟鼎远、邓清良、蕭玉燦、钟临盛（1954年4月为赵江顺所取代）和叶全明（1954年8月为多尼温，又名温敬多所取代）。